# Mistrovství České republiky ve stolním fotbale
Mistrovství České republiky ve stolním fotbale
Mistrovství České republiky ve stolním fotbale je série turnajů organizovaná Českou Foosballovou Organizací odehrávající se každoročně od roku 1999. Turnaje se hrají na stolech typu Rosengart nebo Leonhart a jsou otevřené všem hráčům. Hra se řídí pravidly Mezinárodní federace stolního fotbalu (anglicky International Table Soccer Federation, zkr. ITSF) a výsledky turnajů se započítávají do mezinárodních žebříčků. 

## Rosengart
Mistrovství České republiky ve stolním fotbale na stolech typu Rosengart je nejstarší foosballový turnaj v ČR pořádaný každý rok od 1999.

### Seznam šampionů
| Rok  | Muži                | Muži                               | Ženy                | Ženy                               | Smíšené dvojice                         | Penalty             | Válka brankářů      |
| Rok  | Jednotlivci         | Dvojice                            | Jednotlivkyně       | Dvojice                            | Smíšené dvojice                         | Penalty             | Válka brankářů      |
| ---- | ------------------- | ---------------------------------- | ------------------- | ---------------------------------- | --------------------------------------- | ------------------- | ------------------- |
| 1999 | Milan Reljič        | Tomáš Malík, Pavel Šimeček         | Událost se nekonala | Událost se nekonala                | Událost se nekonala                     | Událost se nekonala | Událost se nekonala |
| 2000 | Martin Krejčí       | Petr Mazúr, Milan Reljič           | Událost se nekonala | Událost se nekonala                | Událost se nekonala                     | Událost se nekonala | Událost se nekonala |
| 2001 | Martin Krejčí       | Petr Mazúr, Milan Reljič           | Událost se nekonala | Událost se nekonala                | Událost se nekonala                     | Událost se nekonala | Událost se nekonala |
| 2002 | Vojtěch Nykodym     | Martin Krejčí, Michal Peterka      | Anna Bergerová      | Marta Janušová, Silvie Křepelová   | Událost se nekonala                     | Událost se nekonala | Událost se nekonala |
| 2003 | Ludwig Rieger       | Jan Čuřík, Josef Eger              | Anna Bergerová      | Jitka Machová, Petra Vojtěchová    | Josef Eger, Pavla Kafková               | Pavel Grůša         | Roman Slaný         |
| 2004 | Ladislav Křepela    | Ladislav Křepela, Miroslav Mlejnek | Anna Bergerová      | Marta Janušová, Silvie Křepelová   | Miroslav Mlejnek, Marie Langrová        | Událost se nekonala | Událost se nekonala |
| 2005 | Ladislav Křepela    | Marek Kopnický, Milan Reljič       | Iva Svítilová       | Petra Hadáčková, Magda Silná       | Ladislav Křepela, Silvie Křepelová      | Událost se nekonala | Událost se nekonala |
| 2006 | Ladislav Křepela    | Miroslav Mlejnek, Vojtěch Nykodym  | Samantha Di Paolo   | Samantha Di Paolo, Ivett Pappas    | Giuliano Bentivoglio, Samantha Di Paolo | Jan Pražák          | Jan Čuřík           |
| 2007 | Jamal Allalou       | Filip Kubiatowicz, Pawel Sielski   | Samantha Di Paolo   | Samantha Di Paolo, Magda Silná     | Tamás Beh, Petra Szendei                | Jamal Allalou       | Jamal Allalou       |
| 2008 | Pavol Kováčik       | Petr Wolný, Roman Zuba             | Samantha Di Paolo   | Katarína Kliková, Petra Koncz      | Jamal Allalou, Karolína Plasgurová Holá | Jan Kaspřík         | Vladimír Fila       |
| 2009 | Tamás Beh           | Ladislav Křepela, Milan Reljič     | Šárka Holomoucká    | Pavlína Lávičková, Andrea Chlumová | Géza Kiss, Noémi Takács                 | Roman Zuba          | Pavol Kováčik       |
| 2010 | Pavol Kováčik       | Dávid Detre, Gergely Tálai         | Šárka Holomoucká    | Šárka Holomoucká, Hana Nová        | Kevin Hundstorfer, Marisa Kobler        | Martin Douša        | Jamal Allalou       |
| 2011 | Ladislav Křepela    | Dávid Detre, Gergely Tálai         | Pavlína Lávičková   | Tamara Jedlicska, Réka Szabó       | Martin Douša, Hana Nová                 | Balász Tari         | Balász Tari         |
| 2012 | Dávid Detre         | Dávid Detre, Gergely Tálai         | Verena Rohrer       | Tamara Jedlicska, Réka Szabó       | Tomáš Džurdženík, Pavlína Lavičková     | Martin Douša        | Jakub Routner       |
| 2013 | Petr Plasgura       | Martin Douša, Josef Eger           | Verena Rohrer       | Šárka Holomoucká, Andrea Chlumová  | Martin Douša, Andrea Chlumová           | Martin Douša        | Petr Plasgura       |
| 2014 | Martin Douša        | Roman Kopřiva, Petr Plasgura       | Šárka Holomoucká    | Šárka Holomoucká, Andrea Chlumová  | Martin Douša, Andrea Chlumová           | Marek Minár         | Luan Dinh Dang      |
| 2015 | Ladislav Křepela    | Aleš Brabenec, Jan Kovařík         | Šárka Holomoucká    | Šárka Holomoucká, Andrea Chlumová  | Martin Douša, Andrea Chlumová           | Ondřej Hanzal       | Petr Plasgura       |
| 2016 | Ladislav Křepela    | Ladislav Křepela, Tomáš Kreisler   | Šárka Holomoucká    | Šárka Holomoucká, Ivana Frančíková | Martin Douša, Andrea Chlumová           | Martin Douša        | Jakub Routner       |
| 2017 | Martin Douša        | Aleš Brabenec, Jan Kovařík         | Šárka Holomoucká    | Šárka Holomoucká, Ivana Frančíková | Jonáš Pištík, Veronika Králová          | Claus Scherer       | Horst Winkelmann    |
| 2018 | Martin Douša        | Ladislav Křepela, Martin Hodyc     | Verena Rohrer       | Sabrina Astleitner, Verena Rohrer  | Matěj Volek, Šárka Holomoucká           | Jan Bazika          | Lukáš Hruška        |
| 2019 | Gábor Rozsos        | Thomas Haas, Gábor Rozsos          | Silvie Křepelová    | Šárka Holomoucká, Ivana Frančíková | Gábor Rozsos, Andrea Ikervári           | Nikolas Fischer     | Lukáš Hruška        |
| 2020 | Událost se nekonala | Událost se nekonala                | Událost se nekonala | Událost se nekonala                | Událost se nekonala                     | Událost se nekonala | Událost se nekonala |
| 2021 | Martin Douša        | Šimon Vároš, Samuel Fábera         | Jana Paňková        | Veronika Králová, Jana Paňková     | Šimon Vároš, Jana Paňková               | Martin Douša        | Jakub Routner       |
| 2022 | Šimon Vároš         | Jan Kovařík, Aleš Brabenec         | Ivana Frančíková    | Šárka Holomoucká, Ivana Frančíková | Šimon Vároš, Jana Paňková               | Lukáš Janský        | Jakub Routner       |
| 2023 | Šimon Vároš         | Miroslav Mudrik, Lukáš Beránek     | Jana Paňková        | Jana Paňková, Miroslava Jalakšová  | Šimon Vároš, Jana Paňková               | Filip Šarmír        | Jakub Routner       |
| 2024 | Kevin Hundstorfer   | Daniel Burmetler, Stefan Burmetler | Ivana Frančíková    | Petra Koncz, Silvie Křepelová      | Stefan Burmetler, Andrea Ikervari       | Petr Pospěch        | Jakub Routner       |

## Leonhart
Mistrovství České republiky ve stolním fotbale na stolech typu Leonhart byl pořádán v rocích 2015–2019. Z pohledu účasti domácích i zahraničních hráčů byl tento turnaj největší v ČR.

### Seznam šampionů
| Rok  | Muži              | Muži                                | Ženy              | Ženy                                   |
| Rok  | Jednotlivci       | Dvojice                             | Jednotlivkyně     | Dvojice                                |
| ---- | ----------------- | ----------------------------------- | ----------------- | -------------------------------------- |
| 2015 | Minyoung Bai      | Maximilian Hoyer, Billy Do          | Verena Rohrer     | Patrycja Mroczkowska, Silvie Křepelová |
| 2016 | Kevin Hundstorfer | Vojtěch Holub, Radek Drda           | Yvonne Kubelke    | Kerstin Rath, Beate Hofmann            |
| 2017 | Martin Douša      | Aleš Brabenec, Jan Kovařík          | Cindy Kubiatowicz | Šárka Holomoucká, Ivana Frančíková     |
| 2018 | Maximilian Hoyer  | Alexander Di Bello, Benjamin Struth | Verena Rohrer     | Sabrina Astleitner, Verena Rohrer      |
| 2019 | Thomas Haas       | Alexander Di Bello, Benjamin Struth | Susanne Holocher  | My Linh Tran, Ecaterina Sarbulescu     |